# 133 î.Hr.

## Decese
- Attalus al III-lea, rege al Pergamului (n. 170 î.Hr.)